# Campeonato Panamericano de Béisbol Sub-10 de 2008
El Campeonato Panamericano de Béisbol Sub-10 de 2008 con categoría Infantil A, se disputó en San Pedro Sula, Honduras del 20 al 29 de junio de 2008. El oro se lo llevó Panamá primera vez.

## Equipos participantes
- Brasil
- Costa Rica
- El Salvador
- Guatemala
- Honduras
- Nicaragua
- Panamá
- Venezuela

## Resultados
| Posición | Selección   |
| -------- | ----------- |
|          | Panamá      |
|          | Venezuela   |
|          | Nicaragua   |
| 4°       | Brasil      |
| 5°       | Honduras    |
| 6°       | Guatemala   |
| 7°       | El Salvador |
| 8°       | Costa Rica  |